# UFC on Fuel TV: Struve vs. Miocic
UFC on Fuel TV: Struve vs. Miocic è stato un evento di arti marziali miste organizzato dalla Ultimate Fighting Championship e tenutosi il 29 settembre 2012 alla Capital FM Arena di Nottingham, Regno Unito.

## Retroscena
L'evento inizialmente prevedeva la sfida tra il campione di Muay thai Jörgen Kruth e Fabio Maldonado, ma il primo annunciò il proprio ritiro dalle MMA e di conseguenza l'incontro venne annullato.
Gunnar Nelson avrebbe dovuto affrontare Pascal Krauss, ma quest'ultimo s'infortunò e venne sostituito prima da Rich Attonito e poi definitivamente da DaMarques Johnson.

## Risultati

### Card preliminare
- Incontro categoria Pesi Piuma:  Robbie Peralta contro  Jason Young

Peralta sconfigge Young per KO (pugni) a 0:23 del primo round.
- Incontro categoria Catchweight:  Gunnar Nelson contro  DaMarques Johnson

Nelson sconfigge Johnson per sottomissione (strangolamento da dietro) a 3:34 del primo round.
- Incontro categoria Pesi Medi:  Brad Tavares contro  Tom Watson

Tavares sconfigge Watson per decisione divisa (30-27, 28-29, 29-28).
- Incontro categoria Pesi Piuma:  Akira Corassani contro  Andy Ogle

Corassani sconfigge Ogle per decisione divisa (29-28, 27-30, 29-28).
- Incontro categoria Pesi Mediomassimi:  Jimi Manuwa contro  Kyle Kingsbury

Manuwa sconfigge Kingsbury per KO Tecnico (stop medico) a 5:00 del secondo round.

### Card principale
- Incontro categoria Pesi Welter:  Che Mills contro  Duane Ludwig

Mills sconfigge Ludwig per KO Tecnico (infortunio al ginocchio) a 2:28 del primo round.
- Incontro categoria Pesi Welter:  John Hathaway contro  John Maguire

Hathaway sconfigge Maguire per decisione unanime (30-27, 30-27, 30-27).
- Incontro categoria Pesi Leggeri:  Matt Wiman contro  Paul Sass

Wiman sconfigge Sass per sottomissione (armbar) a 3:48 del primo round.
- Incontro categoria Pesi Gallo:  Brad Pickett contro  Yves Jabouin

Pickett sconfigge Jabouin per KO (pugni) a 3:40 del primo round.
- Incontro categoria Pesi Welter:  Dan Hardy contro  Amir Sadollah

Hardy sconfigge Sadollah per decisione unanime (29-28, 29-28, 30-27).
- Incontro categoria Pesi Massimi:  Stefan Struve contro  Stipe Miočić

Struve sconfigge Miočić per KO Tecnico (pugni) a 3:50 del secondo round.

## Premi
I seguenti lottatori sono stati premiati con un bonus di 40.000 dollari:
- Fight of the Night:  Stefan Struve contro  Stipe Miočić
- Knockout of the Night:  Brad Pickett
- Submission of the Night:  Matt Wiman